# Mukti Sari (Lempuing Jaya)
Mukti Sari is een bestuurslaag in het regentschap Ogan Komering Ilir van de provincie Zuid-Sumatra, Indonesië. Mukti Sari telt 1577 inwoners (volkstelling 2010).